# Friedrich Schiller
Johann Christoph Friedrich Schiller (1802 adlad von Schiller), född 10 november 1759 i Marbach am Neckar i Württemberg, död 9 maj 1805 i Weimar i Sachsen-Weimar, var en tysk författare, dramatiker och filosof av weimarklassicismen.

## Ungdomen i Württemberg

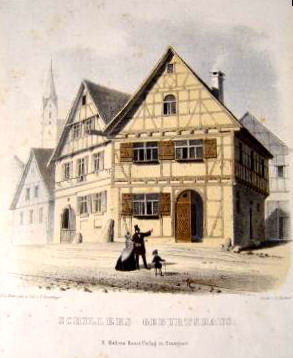
Schillers födelsehus i Marbach am Neckar.

Schiller tillhörde en schwabisk borgarsläkt. Fadern, Johann Kaspar Schiller (född 1723 och död 1796) arbetade som kirurg, officer och slutligen som styresman över hertigliga trädgården i Stuttgart. Schillers mor hette Elisabeth Dorothea Kodweiss (född 1732 och död 1802). 
Schiller gick först i latinskolan i Ludwigsburg men tvingades sedan av Württembergs hertig Karl Eugen att gå i den av hertigen grundlagda Karlsschule. Skolbytet ledde till att han måste överge planerna att bli präst. Han valde att först studera juridik och sedan medicin. Den absoluta lydnaden under hertigen, undervisningsanstaltens stränga disciplin och enformigheten i utbildningen, vars mål var att utbilda ämbetsmän, gjorde vistelsen i Karlsschule svår för Schiller. 1780 lämnade han skolan och anställdes som läkare vid ett grenadjärregemente i Stuttgart. Han var redan då mycket beläst. Friedrich Gottlieb Klopstock, Jean-Jacques Rousseau och William Shakespeare hade gjort djupa intryck på honom. Han tog även intryck av Sturm-und-drang-tidens tyska författare. Bland annat Johann Wolfgang von Goethe, Friedrich Maximilian Klinger och Johann Anton Leisewitz. 
Schillers egna litterära försök var till en början lyriska; han fick en dikt publicerad i Das schwäbische Magazin 1776. År 1781 utgav han på eget förlag det i hemlighet skrivna skådespelet Die Räuber som 1782 uppfördes i Mannheim och hade stor framgång. Framförallt väckte Die Räuber hänförelse genom sitt frihetspatos; den blev en krigsförklaring mot tyranni och hyckleri i samhället. Pjäsen ogillades dock av hertigen och Schiller förbjöds att skriva om annat än medicin. Den 22 september 1782 flydde han från Württemberg.

## På flykt
Den följande tiden ägnade han åt sitt författarskap som avsiktligt allt mer närmade sig de praktiska sceniska kraven. I Die Verschwörung des Fiesco zu Genua (1783) tog han första gången sitt ämne ur historien. Skådespelet blev dock ingen succé. Det borgerliga skådespelet Kärlek och politik (Kabale und Liebe) 1784 blev framgångsrikare. Här angriper Schiller småhovens och aristokratins lyx och högfärd och sätter stuttgartborgarna som en duktig kontrast till detta. Med Don Carlos (1787) övergav Schiller prosan för blankversen. Hans övriga produktion under sitt tidiga författarskap utgjordes främst av lyrik, delvis offentliggjord i den av Schiller till största delen författade Anthologie auf das Jahr (1782).
Efter en längre vistelse på godset Bauerbach vid Meiningen tjänstgjorde han 1783–1784 vid Nationaltheater i Mannheim som teaterförfattare. Här blev Charlotte von Kalb hans beundrarinna och vann hans hjärta. Men han fick snart skilja från henne för att resa till Leipzig och Dresden. Där stannade Schiller 1785–1787, sysselsatt med flera bok- och tidskriftsprojekt för att rädda sin förstörda ekonomi. Här skrev han den berömda Ode an die Freude. Berättelserna Der Verbrecher aus Infamie och Der Geisterseher visade Schillers förmåga att skriva spännande berättelser som låg rätt i tiden. Genom sina studier drogs han alltmer över till det historiska och senare filosofiskt estetiska författarskapet. Genom att han var insatt i den grekiska klassiska litteraturen gick han emot Kants estetik i ett av sina tidigare verk, "Uber die ästhetische Erziehung des Menschen in einer Reihe von Briefen" (1793).

## Professuren i Jena

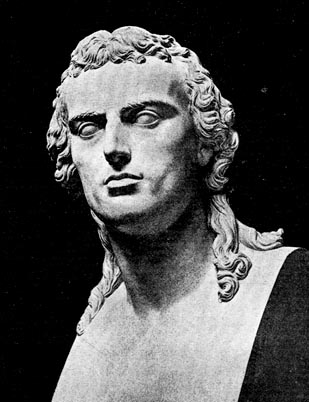
Friedrich Schiller. Byst av Johann Heinrich Dannecker.

Goethe skaffade Schiller den först oavlönade extra ordinarie professuren i historia i Jena 1788. Schiller flyttade till Jena 1789. 1790 gifte han sig med den kultiverade Charlotte von Lengefeld (född 1766, död 1826). Geschichte des dreissigjährigen Krieges (1791–1793) avslutade hans historiska författarskap.
År 1791 diagnostiserades den redan sjuklige Schiller med tuberkulos. Hans ansträngda ekonomi gjorde att han var tvungen att arbeta trots sin sjukdom, men en donation räddade hans ekonomi och gav honom tid att vila upp sig. Så fort han tillfrisknat blev han mycket produktiv och skrev en rad filosofiska skrifter. Über den Grund des Vergnügens an tragischen Gegenständen (1792), Über die tragische Kunst (1792), Über Anmuth und Würde (1793), Briefe über die ästhetische Erziehung des Menschen (1795) och Über naive und sentimentalische Dichtung (1795–1796). I dessa la Schiller fram ett bildat och sedligt konstnärideal. Han blev genom sina filosofiska skrifter en av den äldre estetikens viktigaste teoretiker.
I Jena blev Schiller nära vän med Goethe vars medarbetarskap han förvärvade för tidskrifterna Die Horen (1795–1797) och Musen-Almanach (1795–1800). Tillsammans gick de i Musen-Almanach till angrepp mot samtidens vetenskap och litterära ideal. I Musen-Almanach trycktes även Goethes ballader och ett antal av Schiller författade romanser.

## Återgången till dramatiken
Sitt dramatiska författarskap återtog Schiller efter tolv års avbrott med tragedin Wallenstein (1798–1799), bestående av förspelet Wallensteins Lager och det egentliga skådespelet bestående av Die Piccolomini och Wallensteins Tod. Sorgespelet Maria Stuart (1800) fullbordades efter att Schiller 1799 flyttat till Weimar. Maria Stuart betecknar en anslutning till Euripides' analytiska metod och är en dyster skildring av människolivets litenhet. Orleanska jungfrun (1801) är en tragedi påverkad av romantiken. Nästa tragedi, Die Braut von Messina (1803), efterliknade det antika grekiska dramat, inte minst genom att använda sig av körer. Wilhelm Tell (1804), Schillers sista fullbordade skådespel, är ett nationellt frihetsdrama. Schiller bearbetade ett stort antal verk för scenen, bland annat Shakespeares Macbeth (1801), Gozzis Turandot (1802), två komedier av Picard (1804), Racines Phaédra (1805), Goethes Egmont och Ifigenia. Festspelet Die Huldigung der Künste (1805) blev hans sista verk. Han lämnade efter sig ofärdiga pjäser, Demetrius, Die Malteser, Kinder des Hauses och Prinzessin von Celle och Elfriede, som tyder på att han ända till sin död hade nya planer och idéer.
År 1802 erhöll Schiller adlig värdighet av kejsaren. Han hade blivit utländsk ledamot av Kungliga Vitterhetsakademien 1797.

## Eftermäle
Asteroiden 3079 Schiller är uppkallad efter honom.

### Dramer
- Die Räuber (1781)
  - Röfvarbandet: sorgespel i fem akter (översättning Carl Birger Rutström, Stockholm, 1799)
  - Röfvarbandet, skådedspel (översättning Karl August Nicander, Hörberg, 1834)
  - Rövare (otryckt översättning Magnus Lindman, bearbetning för Unga Dramaten Hannes Meidal och Jens Ohlin 2012)
- Kabale und Liebe (1783)
  - Cabale och kärlek: borgerligt sorgespel i fem akter (översättning Friedrich Anton Meyer Levin, Åbo, 1800)
  - Cabale och kärlek (översättning Olof Bjurbäck, Karlstad, 1821)
  - Kabal och kärlek: sorgespel i 5 akter afdelade i tablåer (översättning Nils Personne, Geber, 1893)
  - Kärlek och politik: Friedrich von Schillers borgerliga sorgespel "Kabale und Liebe" omarbetat till komedi av Anders Carlberg (otryckt översättning för Stockholms stadsteater 1970)
  - Kärlek och hovintriger: ett borgerligt drama (otryckt översättning av Ulla Olsson och Herbert Grevenius för Kungliga Dramatiska Teatern 1979)
  - Kärlek och politik (otryckt översättning Ulla Olsson och Herbert Grevenius, bearbetning Hilda Hellwig för Dramaten 2006)
- Die Verschwörung des Fiesco zu Genua (1784)
  - Fiesko eller Konspirationen i Genua: ett republikanskt sorgespel (översättning Christian Eric Fahlcrantz, Falun, 1821)
  - Fiesco eller Sammansvärjningen i Genua: sorgespel i fem akter (översättning Oscar Wijkander, Lamm, 1865)
- Don Karlos (1787)
  - Don Carlos infant af Spanien (översättning Bengt Johan Törneblad, Stockholm, 1813)
  - Don Carlos, infant af Spanien: sorgespel i fem akter (översättning Herman Bjursten, Brudin, 1862)
  - Don Carlos: skådespel i tre akter (översättning Sten Selander, Bonnier, 1926)
- Wallenstein - trilogi (1799)
  - Wallenstein: en dramatisk skaldedikt (översättning Bengt Johan Törneblad, Stockholm, 1814)
  - Wallenstein: skådespel i 5 akter med förspel (översatt och till svenska scenens tjänst sammandraget av Gunnar Klintberg, Bonnier, 1917)
- Maria Stuart (1800)
  - Maria Stuart, drottning af Skottland: sorgespel i fem acter (anonym översättning, Stockholm, 1821) ["Enligt en uppgift översatt av G.F. Åkerhielm, enligt en annan av C. Hedlund och omarbetad av O. Carling", anm. i Libris]
  - Maria Stuart: sorgspel i fem akter (översättning Bertil Malmberg, radioarrangemang av Stig Torsslow och Herbert Grevenius, Radiotjänst, 1956)
  - Maria Stuart: sorgespel i fem akter (otryckt översättning av Britt G. Hallqvist för Kungliga Dramatiska Teatern 1989)
- Orleanska jungfrun (Die Jungfrau von Orléans) (1801)
  - Jungfrun af Orleans: en romantisk tragedi (översättning Bengt Johan Törneblad, Stockholm, 1813)
  - Orleanska jungfrun (översättning Karl August Nicander, Stockholm, 1837) Fulltext
- Turandot (efter Carlo Gozzis Turandot) (1801)
- Die Braut von Messina (1803)
- Der Neffe als Onkel (1803)
- Der Parasit oder Die Kunst, sein Glück zu machen (1803)
- Wilhelm Tell (1803–1804)
  - Wilhelm Tell: ett skådespel (översättning Olof Erik Bergius, Strängnäs, 1823)
  - Schillers Wilhelm Tell (översättning Anna Maria Svartling, Norrköping, 1861)
  - Wilhelm Tell (översättning Jarl Hemmer, Björck & Börjesson, 1918)
  - Wilhelm Tell (översättning Bertil Malmberg, Radiotjänst, 1943)
  - Wilhelm Tell (översättning J. Gunnarsson, Niloé, 1968)
- Demetrius (ofullbordad 1805)

### Mindre verk
- Hektors Abschied
- Die Schaubühne als eine moralische Anstalt betrachtet (1784)
  - Skådeplatsen, betraktad såsom en moralisk inrättning (anonym översättning, Stockholm, 1818)
- Der Verbrecher aus verlorener Ehre (1786)
- Der Geisterseher (Fragment)
  - Ande-skådaren: berättelse af grefve v. O (översättning Thure Winberg och Gabriel Eurén, Stockholm, 1798-1802)

### Dikter och ballader
- Ode an die Freude (1785)
- Resignation (1786)
- Die Teilung der Erde (1795)
- Der Handschuh (1797)
- Der Taucher (1797)
- Die Kraniche des Ibykus (1797)
- Ritter Toggenburg (1797)
- Der Ring des Polykrates (1798)
- Die Bürgschaft (1798)
- Das Lied von der Glocke (1799)
  - Sången om klockan (översättning Oscar Guldbrand, Chelius, 1898)
  - Sången om klockan (översättning Olof Sundin, Lindström, 1918)
- Der Antritt des neuen Jahrhunderts (1800)
- Das Siegesfest (1803)
- Die Huldigung der Künste (1804)

### Filosofiska skrifter
- Über den Grund des Vergnügens an tragischen Gegenständen (1792)
- Augustenburger Briefe (1793)
- Über Anmut und Würde (1793)
- Kallias-Briefe (1793)
- Kallias oder Über die Schönheit (n. e.)
- Die Horen (1795)
- Über die ästhetische Erziehung des Menschen (1795)
  - Om människans ästetiska fostran (översättning Allan Bergstrand, Bonnier, 1915)
- Über naive und sentimentalische Dichtung (1795)
  - Om realism och idealism: ett stycke ur Schillers avhandling "Om naiv och sentimental dikt" (översättning Johan Nordström, Verdandi, 1915)
- Kleinere prosaische Schriften (1801)

### Historiska verk
- Geschichte des Abfalls der Vereinigten Niederlande von der spanischen Regierung (1788)
- Was heißt und zu welchem Ende studiert man Universalgeschichte? (tillträdesföreläsning 26 maj 1789, 1790)
- Geschichte des dreißigjährigen Krieges (1790)
  - Historia om trettio-åriga kriget (översättning Johan Adolf Hertzman, Stockholm, 1796–1797)

### Samlingsverk samt ej identifierade svenska översättningar
- Lefvernes-beskrifningar (Stockholm, 1798) [Innehåller biografier över Axel Oxenstierna, kardinal Richelieu, Amalia Elisabeth af Hessen-Cassel och kurfursten Maximilian av Bayern]
- Kärleks-drottningen och de svarta systrarna: fragment af en besynnerlig historia (översättning Arvid Johan Spaldencreutz, Gusum, 1800)
- Afhandlingar om universal-historiens studium och ändamål, och känslan af det höga (översättning Arved Bethén, Stockholm, 1803)
- Öfversättningar utur hof-rådet Fr. von Schillers smärre prosaiska skrifter (översättning Arved Bethén, Stockholm, 1806)
- Den genom ärans förlust brottslige (översättning Arvid Johan Spaldencreutz, Gusum, 1806)
- Historisk underrättelse om de märkvärdigaste revolutioner och sammansvärjningar uti medelåldren och senare tider (översättning Pehr Lindberg, Stockholm, 1808)
- Vieillevilles lefverne och krigsbedrifter (översättning Georg Gabriel Dahlcrona, Stockholm, 1819)
- Franska religionskriget under Carl IX (anonym översättning, Stockholm, 1819)
- Antwerpens belägring och Gianibellis helvetesmachin; samt grefvarne Egmonts och Hoornes rättegång och aflifvande (anonym översättning, Stockholm, 1819)
- Valda skaldestycken (öfversatta af Dorothea Dunckel, Stockholm, 1822)
- Förbrytaren af förlorad ära (anonym översättning, Kristianstad, 1822)
- Om Lykurgs och Solons lagstiftning (översättning David Krutmejer, Stockholm, 1832)
- Några af Schillers smärre dikter (översättning Jacob Ulrik Segerstedt, Leffler, 1856)
- Schiller's första, hittills okända ungdomsarbete: Dygden, betraktad i dess följder: tal, till firande af fru riksgrefvinnan von Hohenheims födelsefest ... (anonym översättning, Stockholm, 1860)
- Smärre dikter (översättning Herman Bjursten, Norstedt, 1863)
- Dikter (översättning C.F.N., Helsingfors, 1876)
- Valda lyriska dikter (översättning Alfred Victorin, Björck & Börjesson, 1905)
- Schillers estetisk-filosofiska diktning (i urval och översättning jämte en inledande essay av Bertil Malmberg, Bonniers, 1915)
- Dikter av Goethe och Schiller (översatta av Ernst Liljedahl, Linköping: Carlsons bokhandel, 1921)
- Lykurgos' lagar: ur en föreläsning (anonym översättning?, Bonnier, 1939)
- Valda verk : lyrik, prosa och dramatik (i urval av Johannes Edfelt, Forum, 1970)
- Friedrich Schiller - frihetens skald: ett urval filosofiska skrifter (anonym översättning, Föreningen Ny solidaritet, 1990)
- Schillers estetiska brev (översatta och kommenterade av Göran Fant, Järna: Kosmos, 1995)